# Cyril Wright
Cyril Macey Wright (ur. 17 września 1885 w Hampstead, zm. 26 lipca 1960 w Bournemouth) – brytyjski żeglarz sportowy, medalista olimpijski.
Podczas letnich igrzysk olimpijskich w Antwerpii (1920) zdobył, wspólnie z Robertem Colemanem, Williamem Maddisonem i Dorothy Wright (załoga jachtu Ancora), złoty medal w żeglarskiej klasie 7 metrów.
Cyril Wright i jego teść Percy Machin byli współwłaścicielami Ancory, która zwyciężyła w żeglarskiej klasie 7 metrów podczas olimpiady w 1920 roku. Wright był sternikiem załogi, która wygrała dwa z trzech wyścigów, pokonując jedynego rywala w zawodach – norweski jacht Fornebo. Jednym z członków załogi na pokładzie Ancory była żona Cyryla, Dorothy Wright, którą poślubił podczas urlopu w Boże Narodzenie w 1917 roku. 